# Thézy-Glimont
Thézy-Glimont é uma comuna francesa na região administrativa de Altos da França, no departamento de Somme. Estende-se por uma área de 6,76 km². Em 2010 a comuna tinha 672 habitantes (densidade: 99,4 hab./km²).